# Бигар (Саскачеван)
Бигар (енгл. Biggar) је насеље са статусом варошице у централном делу канадске провинције Саскачеван. Насеље се налази на око 98 км западно од највећег града у провинцији Саскатуна, и кроз њега пролази аутопут 14. 
Варошица је позната по свом необичном слогану „Њујорк је велик, али ово је Бигар“ (енгл. New York is big, but this is Biggar), а сам начин на који је слоган настао је још необичнији. Наиме један од најранијих досељеника у варош је у алкохолисаном стању написао овај графит на једном од зидова, становницима се свидео и касније је и службено усвојен.
У Бигару је рођена и трострука светска и олимпијска шампионка у керлингу Сандра Шмирлер.

## Историја
Насеље је основано почетком прошлог века и његов настанак увелико је зависио од интензитета железничког саобраћаја у том подручју. Насеље је 1909. административно уређено као село. Бигар доживљава велики раст након што је 1910. у насељу отворен велики теретни железнички терминал. Услед убрзаног раста популације насеље је већ 1911. унапређено у ранг варошице. 

## Демографија
Према резултатима пописа становништва из 2011. у варошици је живео 2.161 становник у 1.032 домаћинства, што је за 6,3% више у односу на 2.033 житеља колико је регистровано приликом пописа 2006. године.
| 2001. | 2006. | 2011. |
| ----- | ----- | ----- |
| 2.243 | 2.033 | 2.161 |

## Привреда
Главни извор прихода становника Бигара у најранијим почетцима доносио је рад на железници, а теретни терминал на локалној железничкој станици (грађен у периоду 1909/10) у то време био је међу највећим карго терминалима те врсте у целој земљи. 
Међу најважније привредне објекте у насељу се убраја и велика фабрика за производњу пивског слада. Развијена је и пољопривреда (посебно узгој житарица) и шумарство. 